# Propebela diomedea
Propebela diomedea is een slakkensoort uit de familie van de Mangeliidae. De wetenschappelijke naam van de soort is voor het eerst geldig gepubliceerd in 1944 door Bartsch.